# ملكة جمال الولايات المتحدة الأمريكية 1973
ملكة جمال الولايات المتحدة الأمريكية 1973 (بالإنجليزية: Miss USA 1973)‏ هي نسخة الثانية والعشرين من مسابقة ملكة جمال الولايات المتحدة الأمريكية منذ انطلاقتها عام 1952، عقدت المسابقة في 19 مايو 1973 تم بثها على الهواء مباشرة بواسطة شبكة سي بي إس من مسرح برودواي، مدينة نيويورك، استضافها المقدم التلفزيوني بوب باركرن في نهاية الحدث توجت بالمسابقة أماندا جونز من إلينوي، من قبل ملكة جمال الولايات المتحدة الأمريكية المنتهية ولايتها تانيا ويلسون من هاواي، أصبحت أماندا جونز ثالث امرأة من ولاية إلينوي تفوز بلقب ملكة جمال الولايات المتحدة الأمريكية، بهذا اللقب تأهلن لتمثيل الولايات المتحدة الأمريكية في مسابقة ملكة جمال الكون وحصلت على المركز الوصيفة الأولى لملكة جمال الكون مارغريتا موران من الفلبين في مسابقة ملكة جمال الكون 1973.

## النتائج

### المراكز النهائية
| النتائج النهائية                          | المتنافسة |
| ----------------------------------------- | --- |
| ملكة جمال الولايات المتحدة الأمريكية 1973 | - إلينوي - أماندا جونز |
| الوصيفة الأولى                            | - نيويورك - سوزان كارلسون |
| الوصيفة الثانية                           | - رود آيلاند - جايل وايت |
| الوصيفة الثالثة                           | - أريزونا - شيري نيكس |
| الوصيفة الرابعة                           | - ماريلاند - بيتي جو غروف |
| أفضل 12                                   | - كاليفورنيا - كارول هيريما - مقاطعة كولومبيا - نانسي بالتشا - فلوريدا - ستايسي إيفانز - كانساس - بريندا كوبماير - لويزيانا - ستورم هينسلي - نبراسكا - جانيس جيلر - تكساس - لافون ماكونيل |

## المتسابقات
قائمة الولايات والمندوبات المشاركات في مسابقة ملكة جمال الولايات المتحدة الأمريكية 1973:
| - ألاباما - ديان فويله - ألاسكا - ويندي كوروين - أريزونا - شيري نيكس - أركنساس - كريستال فيفر - كاليفورنيا - كارول هيريما - كولورادو - لينيتا موسلي - كونيتيكت - ويندي فيكيارينو - ديلاوير - ليندا سو جريفز - مقاطعة كولومبيا - نانسي بالتشا - فلوريدا - ستايسي إيفانز - جورجيا - ميلاني تشابمان - هاواي - كميل ديوبيل - أيداهو - كارين هاموند - إلينوي - أماندا جونز - إنديانا - ديبي أوزنباو - آيوا - ديان روبرتس - كانساس - بريندا كوبماير - كنتاكي - نانسي كوبلين - لويزيانا - ستورم هينسلي - مين - بريندا ديفيس - ماريلند - بيتي جو غروف - ماساتشوستس - جودي غريغوري - ميشيغان - ليندا إيست - مينيسوتا - سيندي جيمس - مسيسيبي - كارين كليمنتس - ميزوري - كاميلا كريست | - مونتانا - جيري شاندورف - نبراسكا - جانيس جيلر - نيفادا - لورا فريتز - نيوهامبشير - جريس نوكس - نيوجيرسي - باتريشيا إيفريت - نيومكسيكو - كارولين كلاين - نيويورك - سوزان كارلسون - كارولاينا الشمالية - فيفيان كريج - داكوتا الشمالية - باربرا لوندين - أوهايو - جاكي أوربانيك - أوكلاهوما - مارثا بوكانان - أوريغون - جودي بيشوب - بنسيلفانيا - جيل أونبيوست - رود آيلاند - جايل وايت - كارولاينا الجنوبية - كيكي كيركلاند - داكوتا الجنوبية - ريبيكا بنكرز - تينيسي - تومي هوكر - تكساس - لافون ماكونيل - يوتا - جوليا نيبيكر - فيرمونت - بوني هايت - فيرجينيا - بريندا تشايلدريس - واشنطن - سيندي أرنيت - فيرجينيا الغربية - كاثي رواند - ويسكونسن - ديان ماري مودرو - وايومنغ - ميشيل والتر |

## روابط خارجية
- موقع ملكة جمال الولايات المتحدة الأمريكية الرسمي